# سن فرناندو (شیلی)
سن فرناندو (شیلی) (به اسپانیایی: San Fernando) یک شهرستان در شیلی است که در استان کولچاگوا واقع شده‌است. سن فرناندو ۲٬۴۴۱٫۳ کیلومترمربع مساحت و ۶۳٬۷۳۲ نفر جمعیت دارد و ۸۹ متر بالاتر از سطح دریا واقع شده.